# Meretricula olivacea
Meretricula olivacea (лат.) — вид пластинчатоусых жуков из подсемейства бронзовок (Cetoniinae). Распространён в центральном (Сычуань) и северном Китае и Тибете. Длина тела 12,3 мм. Имаго умеренно блестящие, чёрные; грудная сторона тела и бёдра чёрно-оливково-зелёные, блестящие, голени и лапки чёрные, усики и щупики бурые.